# ألفارو موراليس
ألفارو موراليس (بالإسبانية: Álvaro Morales)‏ هو صحفي مكسيكي، ولد في 14 يونيو 1980 في غواتيمالا في غواتيمالا.